# Guadamur (kommunhuvudort)
Guadamur är en kommunhuvudort i Spanien. Den ligger i provinsen Toledo och regionen Kastilien-La Mancha, i den centrala delen av landet, 80 km sydväst om huvudstaden Madrid. Guadamur ligger 629 meter över havet och antalet invånare är 1 737.
Terrängen runt Guadamur är kuperad åt nordväst, men åt sydost är den platt. Terrängen runt Guadamur sluttar norrut.Runt Guadamur är det mycket glesbefolkat, med 5 invånare per kvadratkilometer. Närmaste större samhälle är Toledo, 11,9 km öster om Guadamur. Omgivningarna runt Guadamur är i huvudsak ett öppet busklandskap.